# Lijst van afleveringen van Alarm für Cobra 11 – Die Autobahnpolizei
Dit is een lijst met afleveringen van de Duitse televisieserie Alarm für Cobra 11 – Die Autobahnpolizei. De serie telt 46 seizoenen. Een overzicht van alle afleveringen staat hieronder.

## Seizoen 1
| Hoofdrol                      | Aflevering | Acteur / actrice  |
| Frank Stolte                  | 1 t/m 9    | Johannes Brandrup |
| Semir Gerkhan                 | 3. huidig  | Erdoğan Atalay    |
| Ingo Fischer                  | 1 t/m 2    | Rainer Strecker   |
| Agente Anja Heckendorn        | 1 t/m 8    | Claudia Balko     |
| Cheffin Katharina Lamprecht   | 1 t/m 15   | Almut Eggert      |
| Wachtcommandant Thomas Rieder | 1 t/m 4    | Günter Schubert   |
| Agent Marcus Bodmer           | 1 t/m 5-9  | Uwe Büschken      |
| ----------------------------- | ---------- | ----------------- |

| Nr.   | Titel aflevering          | Uitzenddatum Duitsland | Uitzenddatum Nederland         | Aantal Nederlandse kijkers |
| ----- | ------------------------- | ---------------------- | ------------------------------ | -------------------------- |
| Pilot | Bomben bei Kilometer 92   | 12 maart 1996          | 5 januari 1999/12 januari 1999 | 800.000                    |
| 1     | Rote Rosen, schwarzer Tod | 19 maart 1996          | 19 januari 1999                | 825.000                    |
| 2     | Der neue Partner          | 26 maart 1996          | 2 februari 1999                | 885.000                    |
| 3     | Mord und Totschlag        | 2 april 1996           | 9 februari 1999                | 900.000                    |
| 4     | Tod bei Tempo 100         | 9 april 1996           | 16 februari 1999               | 995.000                    |
| 5     | Der Alte und der Junge    | 16 april 1996          | 2 maart 1999                   | 745.000                    |
| 6     | Falsches Blaulicht        | 23 april 1996          | 9 maart 1999                   | 815.000                    |
| 7     | Der Samurai               | 30 april 1996          | 16 maart 1999                  | 900.000                    |
| 8     | Endstation für alle       | 7 mei 1996             | 30 maart 1999                  | 1.025.000                  |

## Seizoen 2
| Hoofdrol                       | Acteur / actrice |
| Semir Gerkhan                  | Erdoğan Atalay   |
| André Fux                      | Mark Keller      |
| Secretaresse Regina Christmann | Nina Weniger     |
| Cheffin Katharina Lamprecht    | Almut Eggert     |
| Agent (Hotte) Horst Herzberger | Dietmar Huhn     |
| Agent Manfred Meier-Hofer      | Sven Riemann     |
| ------------------------------ | ---------------- |

| Nr. | Titel aflevering      | Uitzenddatum Duitsland | Uitzenddatum Nederland | Aantal Nederlandse kijkers |
| --- | --------------------- | ---------------------- | ---------------------- | -------------------------- |
| 1   | Ausgesetzt            | 11 maart 1997          | 13 april 1999          | 750.000                    |
| 2   | Kaltblütig            | 18 maart 1997          | 20 april 1999          | 1.100.000                  |
| 3   | Shotgun               | 25 maart 1997          | 6 april 1999           | 775.000                    |
| 4   | Notlandung            | 1 april 1997           | 27 april 1999          | 805.000                    |
| 5   | Das Attentat          | 8 april 1997           | 11 mei 1999            | 860.000                    |
| 6   | Die verlorene Tochter | 15 april 1997          | 18 mei 1999            | 1.030.000                  |

## Seizoen 3
| Nr. | Titel aflevering | Uitzenddatum Duitsland | Uitzenddatum Nederland | Aantal Nederlandse kijkers |
| --- | ---------------- | ---------------------- | ---------------------- | -------------------------- |
| 1   | Crash            | 14 oktober 1997        | 15 juni 1999           | 680.000                    |
| 2   | Generalprobe     | 21 oktober 1997        | 6 juli 1999            | 735.000                    |
| 3   | Kindersorgen     | 28 oktober 1997        | 29 juni 1999           | 680.000                    |
| 4   | Bremsversagen    | 11 november 1997       | 8 juni 1999            | 495.000                    |
| 5   | Rache ist süss   | 18 november 1997       | 1 juni 1999            | 680.000                    |
| 6   | Raubritter       | 2 december 1997        | 13 juli 1999           | 705.000                    |

## Seizoen 4
| Hoofdrol                       | Acteur / actrice  |
| Semir Gerkhan                  | Erdoğan Atalay    |
| André Fux                      | Mark Keller       |
| Secretaresse Andrea Schäfer    | Carina Wiese      |
| Cheffin Anna Engelhardt        | Charlotte Schwab  |
| Agent Dieter Bonrath           | Gottfried Vollmer |
| Agent (Hotte) Horst Herzberger | Dietmar Huhn      |
| ------------------------------ | ----------------- |

| Nr. | Titel aflevering     | Uitzenddatum Duitsland | Uitzenddatum Nederland | Aantal Nederlandse kijkers |
| --- | -------------------- | ---------------------- | ---------------------- | -------------------------- |
| 1   | Sonnenkinder         | 31 maart 1998          | 10 augustus 1999       | 680.000                    |
| 2   | Tödlicher Ruhm       | 7 april 1998           | 28 september 1999      | 495.000                    |
| 3   | Volley Stop          | 16 april 1998          | 27 juli 1999           | 520.000                    |
| 4   | Kurze Rast           | 23 april 1998          | 7 september 1999       | 705.000                    |
| 5   | Leichenwagen         | 30 april 1998          | 12 oktober 1999        | 945.000                    |
| 6   | Gift                 | 7 mei 1998             | 21 september 1999      | 440.000                    |
| 7   | Zwischen den Fronten | 14 mei 1998            | 24 augustus 1999       | 750.000                    |
| 8   | Schnäppchenjäger     | 28 mei 1998            | 5 oktober 1999         | 835.000                    |
| 9   | Faule Äpfel          | 4 juni 1998            | 31 augustus 1999       | 705.000                    |
| 10  | Schlag zu            | 18 juni 1998           | 3 augustus 1999        | 495.000                    |

## Seizoen 5
| Hoofdrol                       | Acteur / actrice  |
| Semir Gerkhan                  | Erdoğan Atalay    |
| André Fux                      | Mark Keller       |
| Secretaresse Andrea Schäfer    | Carina Wiese      |
| Cheffin Anna Engelhardt        | Charlotte Schwab  |
| Agent Dieter Bonrath           | Gottfried Vollmer |
| Agent (Hotte) Horst Herzberger | Dietmar Huhn      |
| ------------------------------ | ----------------- |

| Nr. | Titel aflevering       | Uitzenddatum Duitsland | Uitzenddatum Nederland | Aantal Nederlandse kijkers |
| --- | ---------------------- | ---------------------- | ---------------------- | -------------------------- |
| 1   | Ein Leopard läuft Amok | 1 oktober 1998         | 17 oktober 1999        | 705.000                    |
| 2   | Die letzte Chance      | 8 oktober 1998         | 24 oktober 1999        | 820.000                    |
| 3   | Tödlicher Sand         | 15 oktober 1998        | 31 oktober 1999        | 775.000                    |
| 4   | Im Fadenkreuz          | 22 oktober 1998        | 7 november 1999        | 595.000                    |
| 5   | Im Nebel verschwunden  | 29 oktober 1998        | 14 november 1999       | 945.000                    |
| 6   | Die Anhalterin         | 5 november 1998        | 21 november 1999       | 790.000                    |
| 7   | Der tote Zeuge         | 12 november 1998       | 28 november 1999       | 720.000                    |
| 8   | Der Joker              | 19 november 1998       | 5 december 1999        | 690.000                    |

## Seizoen 6
| Hoofdrol                       | Acteur / actrice  |
| Semir Gerkhan                  | Erdoğan Atalay    |
| André Fux                      | Mark Keller       |
| Andrea Schäfer                 | Carina Wiese      |
| Cheffin Anna Engelhardt        | Charlotte Schwab  |
| Agent Dieter Bonrath           | Gottfried Vollmer |
| Agent (Hotte) Horst Herzberger | Dietmar Huhn      |
| ------------------------------ | ----------------- |

| Nr. | Titel aflevering     | Uitzenddatum Duitsland | Uitzenddatum Nederland | Aantal Nederlandse kijkers |
| --- | -------------------- | ---------------------- | ---------------------- | -------------------------- |
| 1   | Treibstoff           | 18 maart 1999          | 19 december 1999       | 890.000                    |
| 2   | Tödliche Ladung      | 25 maart 1999          | 12 december 1999       | 845.000                    |
| 3   | Brennender Ehrgeiz   | 1 april 1999           | 2 januari 2000         | 930.000                    |
| 4   | Schattenkrieger      | 8 april 1999           | 9 januari 2000         | 1.005.000                  |
| 5   | Taxi 541             | 15 april 1999          | 16 januari 2000        | 1.075.000                  |
| 6   | Der Richter          | 22 april 1999          | 23 januari 2000        | 875.000                    |
| 7   | Der Tod eines Jungen | 29 april 1999          | 30 januari 2000        | 1.015.000                  |
| 8   | Ein einsamer Sieg    | 6 mei 1999             | 6 februari 2000        | 735.000                    |

## Seizoen 7
| Hoofdrol                       | Acteur / actrice  |
| Semir Gerkhan                  | Erdoğan Atalay    |
| Tom Kranich                    | René Steinke      |
| Secretaresse Andrea Schäfer    | Carina Wiese      |
| Cheffin Anna Engelhardt        | Charlotte Schwab  |
| Agent Dieter Bonrath           | Gottfried Vollmer |
| Agent (Hotte) Horst Herzberger | Dietmar Huhn      |
| ------------------------------ | ----------------- |

| Nr. | Titel aflevering       | Uitzenddatum Duitsland |
| --- | ---------------------- | ---------------------- |
| 1   | Höllenfahrt auf der A4 | 16 december 1999       |
| 2   | Blinde Liebe           | 6 januari 2000         |
| 3   | Tulpen aus Amsterdam   | 13 januari 2000        |
| 4   | Eine böse Überraschung | 20 januari 2000        |
| 5   | Hase und Igel          | 10 februari 2000       |
| 6   | Highway Maniac         | 17 februari 2000       |
| 7   | Auf der Flucht         | 24 februari 2000       |
| 8   | Gefährliches Spielzeug | 2 maart 2000           |
| 9   | Geheimnisvolle Macht   | 9 maart 2000           |
| 10  | Die Hütte am See       | 16 maart 2000          |
| 11  | Die Schwarze Rose      | 23 maart 2000          |

## Seizoen 8
| Hoofdrol                       | Acteur / actrice  |
| Semir Gerkhan                  | Erdoğan Atalay    |
| Tom Kranich                    | René Steinke      |
| Secretaresse Andrea Schäfer    | Carina Wiese      |
| Cheffin Anna Engelhardt        | Charlotte Schwab  |
| Agent Dieter Bonrath           | Gottfried Vollmer |
| Agent (Hotte) Horst Herzberger | Dietmar Huhn      |
| ------------------------------ | ----------------- |

| Nr. | Titel aflevering       | Uitzenddatum Duitsland |
| --- | ---------------------- | ---------------------- |
| 1   | Verlorene Erinnerungen | 9 november 2000        |
| 2   | Janina                 | 16 november 2000       |
| 3   | Der Maulwurf           | 23 november 2000       |
| 4   | Schachmatt             | 7 december 2000        |
| 5   | Schumanns große Chance | 14 december 2000       |

## Seizoen 9
| Nr. | Titel aflevering         | Uitzenddatum Duitsland |
| --- | ------------------------ | ---------------------- |
| 1   | Todesfahrt der Linie 834 | 5 april 2001           |
| 2   | Fieberträume             | 12 april 2001          |
| 3   | Tod aus dem Motor        | 19 april 2001          |
| 4   | Zwischen allen Stühlen   | 3 mei 2001             |
| 5   | Crash Kommerz            | 10 mei 2001            |
| 6   | Liebe bis in den Tod     | 31 mei 2001            |

## Seizoen 10
| Hoofdrol                       | Acteur / actrice  |
| Semir Gerkhan                  | Erdoğan Atalay    |
| Tom Kranich                    | René Steinke      |
| Secretaresse Andrea Schäfer    | Carina Wiese      |
| Cheffin Anna Engelhardt        | Charlotte Schwab  |
| Agent Dieter Bonrath           | Gottfried Vollmer |
| Agent (Hotte) Horst Herzberger | Dietmar Huhn      |
| ------------------------------ | ----------------- |

| Nr. | Titel aflevering   | Uitzenddatum Duitsland |
| --- | ------------------ | ---------------------- |
| 1   | Schmölders Traum   | 8 november 2001        |
| 2   | Doppelter Albtraum | 15 november 2001       |
| 3   | Tina und Aysim     | 22 november 2001       |
| 4   | High Speed         | 6 december 2001        |
| 5   | Feindliche Brüder  | 13 december 2001       |
| 6   | Die schwarze Witwe | 20 december 2001       |

## Seizoen 11
| Hoofdrol                       | Acteur / actrice  |
| Semir Gerkhan                  | Erdoğan Atalay    |
| Tom Kranich                    | René Steinke      |
| Secretaresse Andrea Schäfer    | Carina Wiese      |
| Cheffin Anna Engelhardt        | Charlotte Schwab  |
| Agent Dieter Bonrath           | Gottfried Vollmer |
| Agent (Hotte) Horst Herzberger | Dietmar Huhn      |
| ------------------------------ | ----------------- |

| Nr. | Titel aflevering | Uitzenddatum Duitsland |
| --- | ---------------- | ---------------------- |
| 1   | Truckstop        | 14 maart 2002          |
| 2   | Falsches Spiel   | 21 maart 2002          |
| 3   | Kurzes Glück     | 28 maart 2002          |
| 4   | Ehrensache       | 4 april 2002           |
| 5   | Der Rennstall    | 11 april 2002          |
| 6   | Der Kleine       | 18 april 2002          |
| 7   | Schwarze Schafe  | 25 april 2002          |
| 8   | Black out        | 2 mei 2002             |

## Seizoen 12
| Nr. | Titel aflevering      | Uitzenddatum Duitsland |
| --- | --------------------- | ---------------------- |
| 1   | Hetzjagd              | 5 september 2002       |
| 2   | Tödliche Kunst        | 12 september 2002      |
| 3   | Im Kreuzfeuer         | 19 september 2002      |
| 4   | Wehrlos               | 26 september 2002      |
| 5   | Bis zum bitteren Ende | 10 oktober 2002        |
| 6   | Der perfekte Mord     | 17 oktober 2002        |
| 7   | Vater und Sohn        | 24 oktober 2002        |
| 8   | Die Clique            | 31 oktober 2002        |
| 9   | Späte Rache           | 7 november 2002        |

## Seizoen 13
| Nr. | Titel aflevering           | Uitzenddatum Duitsland |
| --- | -------------------------- | ---------------------- |
| 1   | Tod eines Reporters        | 13 maart 2003          |
| 2   | Ein tiefer Fall            | 20 maart 2003          |
| 3   | Verraten und verkauft      | 27 maart 2003          |
| 4   | Schatten der Vergangenheit | 3 april 2003           |
| 5   | Abschied                   | 11 april 2003          |

## Seizoen 14
| Hoofdrol                              | Acteur / actrice  |
| Semir Gerkhan                         | Erdoğan Atalay    |
| Jan Richter                           | Christian Oliver  |
| Agent Horst (Hotte) Herzberger        | Dietmar Huhn      |
| Agent, Dieter Bonrath                 | Gottfried Vollmer |
| Cheffin Anna Engelhardt               | Charlotte Schwab  |
| Secretaresse Andrea Schäfer (Gerkhan) | Carina Wiese      |
| ------------------------------------- | ----------------- |

| Nr. | Titel aflevering | Uitzenddatum Duitsland |
| --- | ---------------- | ---------------------- |
| 1   | Feuertaufe       | 11 september 2003      |
| 2   | Falsche Signale  | 18 september 2003      |
| 3   | Gegen die Zeit   | 18 september 2003      |
| 4   | Familienbande    | 25 september 2003      |
| 5   | Tödliche Fracht  | 2 oktober 2003         |
| 6   | Der Aufprall     | 9 oktober 2003         |
| 7   | Rock'n Roll      | 16 oktober 2003        |
| 8   | Countdown        | 23 oktober 2003        |
| 9   | Der Detektiv     | 30 oktober 2003        |

## Seizoen 15
| Hoofdrol                              | Acteur / actrice  |
| Semir Gerkhan                         | Erdoğan Atalay    |
| Jan Richter                           | Christian Oliver  |
| Cheffin Anna Engelhardt               | Charlotte Schwab  |
| Secretaresse Andrea Schäfer (Gerkhan) | Carina Wiese      |
| Agent Dieter Bonrath                  | Gottfried Vollmer |
| Agent (Hotte) Horst Herzberger        | Dietmar Huhn      |
| ------------------------------------- | ----------------- |

| Nr. | Titel aflevering    | Uitzenddatum Duitsland |
| --- | ------------------- | ---------------------- |
| 1   | Leichte Beute       | 18 maart 2004          |
| 2   | Ohne Ausweg         | 25 maart 2004          |
| 3   | Heinrich und Paul   | 1 april 2004           |
| 4   | Im Visier des Todes | 8 april 2004           |
| 5   | Sabotage            | 8 april 2004           |
| 6   | Die Todesliste      | 22 april 2004          |
| 7   | Undercover          | 29 april 2004          |
| 8   | Vertrauter Feind    | 6 mei 2004             |
| 9   | Die Zeugin          | 13 mei 2004            |

## Seizoen 16
| Hoofdrol                    | Acteur / actrice  |
| Semir Gerkhan               | Erdoğan Atalay    |
| Jan Richter                 | Christian Oliver  |
| Secretaresse Andrea Schäfer | Carina Wiese      |
| Cheffin Anna Engelhardt     | Charlotte Schwab  |
| Agent Dieter Bonrath        | Gottfried Vollmer |
| Agent (Hotte) Herzberger    | Dietmar Huhn      |
| --------------------------- | ----------------- |

| Nr. | Titel aflevering     | Uitzenddatum Duitsland |
| --- | -------------------- | ---------------------- |
| 1   | Für immer und ewig   | 9 september 2004       |
| 2   | Um jeden Preis       | 16 september 2004      |
| 3   | Freunde in Not       | 23 september 2004      |
| 4   | Showdown             | 30 september 2004      |
| 5   | Wer Wind sät...      | 7 oktober 2004         |
| 6   | Feuer und Flamme     | 14 oktober 2004        |
| 7   | Muttertag            | 28 oktober 2004        |
| 8   | Gnadenlos            | 4 november 2004        |
| 9   | Falsche Freundschaft | 11 november 2004       |
| 10  | Extrem               | 18 november 2004       |

## Seizoen 17
| Hoofdrol                    | Acteur / actrice  |
| Semir Gerkhan               | Erdoğan Atalay    |
| Tom Kranich                 | René Steinke      |
| Secretaresse Andrea Schäfer | Carina Wiese      |
| Cheffin Anna Engelhardt     | Charlotte Schwab  |
| Agent Dieter Bonrath        | Gottfried Vollmer |
| Agent (Hotte) Herzberger    | Dietmar Huhn      |
| --------------------------- | ----------------- |

| Nr. | Titel aflevering     | Uitzenddatum Duitsland |
| --- | -------------------- | ---------------------- |
| 1   | Comeback             | 10 februari 2005       |
| 2   | Der Kommissar        | 17 februari 2005       |
| 3   | Heldentage           | 24 februari 2005       |
| 4   | Hochspannung         | 3 maart 2005           |
| 5   | Jäger und Gejagte    | 10 maart 2005          |
| 6   | Feindliche Übernahme | 17 maart 2005          |
| 7   | Explosiv             | 24 maart 2005          |
| 8   | Feueralarm           | 31 maart 2005          |

## Seizoen 18
| Nr. | Titel aflevering    | Uitzenddatum Duitsland |
| --- | ------------------- | ---------------------- |
| 1   | Brennpunkt Autobahn | 15 september 2005      |
| 2   | Notwehr             | 22 september 2005      |
| 3   | Zivilcourage        | 29 september 2005      |
| 4   | Auf der Jagd        | 6 september 2005       |
| 5   | Kleine Schwester    | 20 oktober 2005        |

## Seizoen 19
| Nr. | Titel aflevering | Uitzenddatum Duitsland |
| --- | ---------------- | ---------------------- |
| 1   | Unter Verdacht   | 30 maart 2006          |
| 2   | Am Abgrund       | 6 april 2006           |
| 3   | Fieber           | 13 april 2006          |
| 4   | Außer Kontrolle  | 20 april 2006          |
| 5   | Kein Weg zurück  | 27 april 2006          |
| 6   | Flashback        | 11 mei 2006            |
| 7   | Unter feuer      | 18 mei 2006            |

## Seizoen 20
| Hoofdrol                       | Acteur / actrice  |
| Semir Gerkhan                  | Erdoğan Atalay    |
| Tom Kranich                    | René Steinke      |
| Secretaresse Andrea Schäfer    | Carina Wiese      |
| Cheffin Anna Engelhardt        | Charlotte Schwab  |
| Agent Dieter Bonrath           | Gottfried Vollmer |
| Agent (Hotte) Horst Herzberger | Dietmar Huhn      |
| ------------------------------ | ----------------- |

| Nr. | Titel aflevering       | Uitzenddatum Duitsland |
| --- | ---------------------- | ---------------------- |
| 1   | Vertrauenssache        | 7 september 2006       |
| 2   | Volles risiko          | 7 september 2006       |
| 3   | Im angesicht des todes | 14 september 2006      |
| 4   | Lauras entscheidung    | 21 september 2006      |
| 5   | Tödliche Bewährung     | 28 september 2006      |
| 6   | Freundschaft           | 5 oktober 2006         |
| 7   | Die zweite chance      | 12 oktober 2006        |
| 8   | Frankie                | 19 oktober 2006        |
| 9   | Das versprechen        | 26 oktober 2006        |
| 10  | Der letzte coup        | 2 november 2006        |
| 11  | Der fahrer             | 9 november 2006        |
| 12  | Hals- und beinbruch    | 16 november 2006       |

## Seizoen 21
| Hoofdrol                   | Acteur / actrice  |
| Semir Gerkhan              | Erdogan Atalay    |
| Chris Ritter               | Gedeon Burkhard   |
| Secretaresse Susanne König | Daniela Wutte     |
| Cheffin Anna Engelhardt    | Charlotte Schwab  |
| Agent Dieter Bonrath       | Gottfried Vollmer |
| Agent (Hotte) Herzberger   | Dietmar Huhn      |
| -------------------------- | ----------------- |

| Nr.   | Titel aflevering  | Uitzenddatum Duitsland |
| Pilot | Auf leben und tod | 22 maart 2007          |
| 1     | In bester absicht | 29 maart 2007          |
| 2     | Nemesis           | 5 april 2007           |
| 3     | Die partner       | 12 april 2007          |
| 4     | Gegen jede regel  | 19 april 2007          |
| 5     | Der staatsanwalt  | 26 april 2007          |
| 6     | Todfeinde         | 3 mei 2007             |
| 7     | Schuld und Sühne  | 10 mei 2007            |
| ----- | ----------------- | ---------------------- |

## Seizoen 22
| Hoofdrol                   | Acteur / actrice  |
| Semir Gerkhan              | Erdogan Atalay    |
| Chris Ritter               | Gedeon Burkhard   |
| Secretaresse Susanne König | Daniela Wutte     |
| Cheffin Anna Engelhardt    | Charlotte Schwab  |
| Agent Dieter Bonrath       | Gottfried Vollmer |
| Agent (Hotte) Herzberger   | Dietmar Huhn      |
| -------------------------- | ----------------- |

| Nr. | Titel aflevering    | Uitzenddatum Duitsland |
| --- | ------------------- | ---------------------- |
| 1   | Entführt            | 20 september 2007      |
| 2   | Infarkt             | 27 september 2007      |
| 3   | Rattennest          | 4 oktober 2007         |
| 4   | Ausgeliefert        | 11 oktober 2007        |
| 5   | Alte schule         | 18 oktober 2007        |
| 6   | Stunde der wahrheit | 25 oktober 2007        |
| 7   | Familiensache       | 1 november 2007        |

## Seizoen 23
| Nr.   | Titel aflevering       | Uitzenddatum Duitsland |
| ----- | ---------------------- | ---------------------- |
| Pilot | Stadt in angst         | 13 maart 2008          |
| 1     | Inkasso                | 20 maart 2008          |
| 2     | Auge um auge           | 27 maart 2008          |
| 3     | Leben und leben lassen | 3 april 2008           |
| 4     | Totalverlust           | 10 april 2008          |
| 5     | Exodus                 | 17 april 2008          |
| 6     | Unter feinden          | 24 april 2008          |

## Seizoen 24
| Nr.   | Titel aflevering   | Uitzenddatum Duitsland |
| ----- | ------------------ | ---------------------- |
| Pilot | Auf eigene faust   | 4 september 2008       |
| 1     | Am ende der jugend | 11 september 2008      |
| 2     | Rabenmutter        | 18 september 2008      |
| 3     | Schattenmann       | 25 september 2008      |
| 4     | Unter druck        | 2 oktober 2008         |
| 5     | Wer einmal lügt    | 9 oktober 2008         |
| 6     | Der verrat         | 16 oktober 2008        |
| 7     | Die Leibwächter    | 23 oktober 2008        |
| 8     | Begraben           | 30 oktober 2008        |

## Seizoen 25
| Nr. | Titel aflevering     | Uitzenddatum Duitsland |
| --- | -------------------- | ---------------------- |
| 1   | Im aus               | 5 maart 2009           |
| 2   | Die braut            | 12 maart 2009          |
| 3   | Genies unter sich    | 19 maart 2009          |
| 4   | Das komplott         | 26 maart 2009          |
| 5   | Die schwarze madonna | 2 april 2009           |
| 6   | Himmelfahrtskommando | 9 april 2009           |

## Seizoen 26
| Nr. (St.) | Titel              | Uitzenddatum     |
| Pilot     | Das ende der welt  | 3 september 2009 |
| 1.        | Das kartell        | 10-09-2009       |
| 2.        | Bruderliebe        | 17-09-2009       |
| 3.        | Operation: Gemini  | 24-09-2009       |
| 4.        | Der panther        | 01-10-2009       |
| 5.        | Der verlorene sohn | 08-10-2009       |
| 6.        | Alte freunde       | 15-10-2009       |
| 7.        | Rhein in flammen   | 22-10-2009       |
| 8.        | Geliebter feind    | 29-10-2009       |
| --------- | ------------------ | ---------------- |

## Seizoen 27
| Nr. (St.) | Titel                   | Uitzenddatum  |
| 1         | Koma                    | 11 maart 2010 |
| 2         | Cyberstorm              | 18 maart 2010 |
| 3.        | Kopfgeld auf Kim Krüger | 25 maart 2010 |
| 4.        | Tag der finsternis      | 08-04-2010    |
| 5.        | Spurlos                 | 15-04-2010    |
| 6.        | Codename: tiger         | 22-04-2010    |
| --------- | ----------------------- | ------------- |

## Seizoen 28
| Nr.   | Titel aflevering             | Uitzenddatum Duitsland |
| Pilot | Der anschlag                 | 02 september 2010      |
| 1.    | Für das Leben eines Freundes | 09 september 2010      |
| 2.    | Der Prüfer                   | 16 september 2010      |
| 3.    | Der letzte tag               | 23 september 2010      |
| 4.    | Turbo & Tacho                | 30 september 2010      |
| 5.    | Formel zukunft               | 7 oktober 2010         |
| 6.    | Der angriff                  | 14-10-2010             |
| ----- | ---------------------------- | ---------------------- |

## Seizoen 29
| Nr. | Titel aflevering          | Uitzenddatum Duitsland |
| --- | ------------------------- | ---------------------- |
| 1   | Bad Bank                  | 10 maart 2011          |
| 2   | Das zweite Leben          | 17 maart 2011          |
| 3   | Höher, schneller, weiter! | 24 maart 2011          |
| 4   | Und... Action...!         | 31 maart 2011          |
| 5   | In der Schusslinie        | 7 april 2011           |
| 6   | Toter Bruder              | 14 april 2011          |

## Seizoen 30
| Nr. | Titel aflevering        | Uitzenddatum Duitsland |
| --- | ----------------------- | ---------------------- |
| 1   | 72 Stunden Angst        | 15 september 2011      |
| 2   | Wettlauf gegen die Zeit | 22 september 2011      |
| 3   | Mitten ins Herz         | 29 september 2011      |
| 4   | Turbo & Tacho reloaded  | 6 oktober 2011         |
| 5   | En Vogue                | 13 oktober 2011        |
| 6   | Familienangelegenheiten | 20 oktober 2011        |
| 7   | Babyalarm               | 27 oktober 2011        |
| 8   | Die Verschwörung        | 3 november 2011        |
| 9   | Viva Colonia            | 10 november 2011       |

## Seizoen 31
| Nr. | Titel aflevering | Uitzenddatum Duitsland |
| --- | ---------------- | ---------------------- |
| 1   | Überschall       | 8 maart 2012           |
| 2   | Der Ex           | 15 maart 2012          |
| 3   | Hundstage        | 22 maart 2012          |
| 4   | Die Nervensäge   | 29 maart 2012          |
| 5   | Die Gejagten     | 5 april 2012           |
| 6   | Zerbrochen       | 12 april 2012          |
| 7   | Schlangennest    | 19 april 2012          |

## Seizoen 32
| Nr. | Titel aflevering              | Uitzenddatum Duitsland |
| --- | ----------------------------- | ---------------------- |
| 1   | Engel des Todes               | 6 september 2012       |
| 2   | Ohne Gewissen                 | 13 september 2012      |
| 3   | Operation Hiob                | 20 september 2012      |
| 4   | Bestellt, entführt, geliefert | 27 september 2012      |
| 5   | Gier                          | 4 oktober 2012         |

## Seizoen 33
| Nr. | Titel aflevering      | Uitzenddatum Duitsland |
| --- | --------------------- | ---------------------- |
| 1   | Alleingang            | 14 februari 2013       |
| 2   | Der Mentalist         | 21 februari 2013       |
| 3   | Gestohlene Liebe      | 28 februari 2013       |
| 4   | Das Landei            | 7 maart 2013           |
| 5   | Katerstimmung         | 14 maart 2013          |
| 6   | Das Aupairgirl        | 21 maart 2013          |
| 7   | Freunde fürs Leben    | 28 maart 2013          |
| 8   | Shutdown              | 4 april 2013           |
| 9   | Geld regiert die Welt | 11 april 2013          |
| 10  | Tödliche Wahl         | 18 april 2013          |

## Seizoen 34
| Nr.   | Titel aflevering      | Uitzenddatum Duitsland |
| ----- | --------------------- | ---------------------- |
| Pilot | Auferstehung          | 24 oktober 2013        |
| 1     | Die nachtreporterin   | 31 oktober 2013        |
| 2     | Vergeltung            | 7 november 2013        |
| 3     | Das große Comeback    | 14 november 2013       |
| 4     | Die kleine prinzessin | 28 november 2013       |
| 5     | Wilde tiere           | 5 december 2013        |
| 6     | Einsame entscheidung  | 12 december 2013       |

## Seizoen 35
| Nr.   | Titel aflevering         | Uitzenddatum Duitsland |
| ----- | ------------------------ | ---------------------- |
| Pilot | Revolution               | 27 maart 2014          |
| 1     | Die geisel               | 3 april 2014           |
| 2     | Familienfest             | 10 april 2014          |
| 3     | Lackschäden              | 17 april 2014          |
| 4     | 1983                     | 24 april 2014          |
| 5     | Der wettkampf            | 8 mei 2014             |
| 6     | Tote kehren nicht zurück | 15 mei 2014            |

## Seizoen 36
| Nr.   | Titel aflevering             | Uitzenddatum Duitsland |
| ----- | ---------------------------- | ---------------------- |
| Pilot | Die dunkle seite             | 9 oktober 2014         |
| 1     | Jung, weiblich, hochexplosiv | 16 oktober 2014        |
| 2     | Die akte Stiller             | 23 oktober 2014        |
| 3     | Die letzte nacht             | 30 oktober 2014        |
| 4     | Jump                         | 6 november 2014        |
| 5     | Der Beschützer               | 13 november 2014       |
| 6     | Auf eigene gefahr            | 27 november 2014       |

## Seizoen 37
| Nr. | Titel aflevering    | Uitzenddatum Duitsland |
| --- | ------------------- | ---------------------- |
| 1   | Das letzte rennen   | 12 maart 2015          |
| 2   | Ausgelöscht: Part 1 | 19 maart 2015          |
| 3   | Ausgelöscht: Part 2 | 26 maart 2015          |
| 4   | Spiel mit dem feuer | 2 april 2015           |
| 5   | Angst               | 9 april 2015           |
| 6   | Goal                | 16 april 2015          |
| 7   | Wo ist Semir?       | 23 april 2015          |
| 8   | Tag der abrechnung  | 30 april 2015          |

## Seizoen 38
| Nr. | Titel aflevering     | Uitzenddatum Duitsland |
| --- | -------------------- | ---------------------- |
| 1   | Vendetta             | 10 september 2015      |
| 2   | Blutgeld             | 17 september 2015      |
| 3   | Lockdown             | 17 september 2015      |
| 4   | Tausend Tode         | 24 september 2015      |
| 5   | Duell in der Wildnis | 1 oktober 2015         |
| 6   | Space                | 15 oktober 2015        |
| 7   | Gestohlenes Leben    | 22 oktober 2015        |
| 8   | Die Kämpferin        | 29 oktober 2015        |
| 9   | Windspiel            | 5 november 2015        |

## Seizoen 39
| Nr. | Titel aflevering       | Uitzenddatum Duitsland |
| --- | ---------------------- | ---------------------- |
| 1   | Cobra, übernehmen Sie! | 7 april 2016           |
| 2   | Treibjagd              | 14 april 2016          |
| 3   | Tödlicher profit       | 21-04-2016             |
| 4   | Zahltag                | 28-04-2016             |
| 5   | Tricks                 | 12-05-2016             |
| 6   | Kriegsbeute            | 19-05-2016             |
| 7   | Die falsche Seite      | 26-05-2016             |

## Seizoen 40
| Hoofdrol                   | Acteur / actrice |
| Semir Gerkhan              | Erdoğan Atalay   |
| Paul Renner                | Daniel Roesner   |
| Cheffin Kim Krüger         | Katja Woywood    |
| Secretaresse Susanne König | Daniela Wutte    |
| Agent Finn Bartels         | Lion Wasczyk     |
| Agente Jenny Dorn          | Katrin Heß       |
| Technicus Hartmut Freund   | Niels Kurvin     |
| -------------------------- | ---------------- |

| Nr. | Titel aflevering                     | Uitzenddatum Duitsland |
| --- | ------------------------------------ | ---------------------- |
| 1.  | Die cheffin                          | 01-09-2016             |
| 2.  | Auf den spuren meines vaters         | 08-09-2016             |
| 3.  | Phantomcode                          | 15-09-2016             |
| 4.  | König der Diebe                      | 22-09-2016             |
| 5.  | Liebesgrüße aus Moskau               | 29-09-2016             |
| 6.  | Drift                                | 06-10-2016             |
| 7.  | Ausgebrannt                          | 13-10-2016             |
| 8.  | Tod ohne warnung                     | 20-10-2016             |
| 9.  | Der ernst des lebens                 | 27-10-2016             |
| 10. | Vaterfreuden                         | 03-11-2016             |
| 11. | Operation Midas                      | 10-11-2016             |
| 12. | Risiko - (Gastrol Johannes Brandrup) | 17-11-2016             |

## Seizoen 41
| Nr. | Titel aflevering          | Uitzenddatum Duitsland |
| --- | ------------------------- | ---------------------- |
| 1.  | FKK-Alarm für Semir       | 6 april 2017           |
| 2.  | Atemlose Liebe            | 13 april 2017          |
| 3.  | Summer & Sharky           | 20 april 2017          |
| 4.  | Gefangen                  | 27 april 2017          |
| 5.  | Der Königsmörder          | 4 mei 2017             |
| 6.  | Das B-Team                | 11 mei 2017            |
| 7.  | Geister der Vergangenheit | 18 mei 2017            |

## Seizoen 42
| Nr. | Titel aflevering       | Uitzenddatum Duitsland |
| --- | ---------------------- | ---------------------- |
| 1.  | Jenseits von Eden      | 14 september 2017      |
| 2.  | Preis der Freundschaft | 21 september 2017      |
| 3.  | Eltern undercover      | 28 september 2017      |
| 4.  | Road Trip              | 12 oktober 2017        |
| 5.  | Der König von Ahjada   | 19 oktober 2017        |
| 6.  | Halloween              | 26 oktober 2017        |
| 7.  | Die verlorenen Kinder  | 2 november 2017        |
| 8.  | Alles aus Liebe        | 9 november 2017        |
| 9.  | Unter Brüdern          | 16 november 2017       |
| 10. | Ein Scheißtag          | 30 november 2017       |
| 11. | Freier Fall            | 7 december 2017        |
| 12. | Blut und Wasser        | 14 december 2017       |
| 13. | Überleben              | 21 december 2017       |

## Seizoen 43
| Nr. | Titel aflevering     | Uitzenddatum Duitsland |
| 1.  | Hooray for Bollywood | 29 maart 2018          |
| 2.  | Autohacker           | 5 april 2018           |
| 3.  | Die blinde Zeugin    | 12 april 2018          |
| 4.  | Held der Straße      | 19 april 2018          |
| 5.  | Kein Entkommen       | 26 april 2018          |
| 6.  | Klassenfahrt         | 3 mei 2018             |
| --- | -------------------- | ---------------------- |

## Seizoen 44
| Nr. | Titel aflevering       | Uitzenddatum Duitsland |
| --- | ---------------------- | ---------------------- |
| 1.  | Most Wanted            | 13 september 2018      |
| 2.  | Harte Schule           | 20 september 2018      |
| 3.  | Showtime für Paul      | 27 september 2018      |
| 4.  | 5 vor 12               | 4 oktober 2018         |
| 5.  | Hetzjagd auf Semir     | 11 oktober 2018        |
| 6.  | Bombenstimmung         | 18 oktober 2018        |
| 7.  | Das Power-Paar         | 25 oktober 2018        |
| 8.  | Amnesie                | 1 november 2018        |
| 9.  | Weiberfastnacht        | 8 november 2018        |
| 10. | Schutzengel            | 29 november 2018       |
| 11. | Zwischen Leben und Tod | 6 december 20178       |

## Seizoen 45
| Nr. | Titel aflevering        | Uitzenddatum Duitsland |
| --- | ----------------------- | ---------------------- |
| 1.  | Endstation              | 21 maart 2019          |
| 2.  | Feuerprobe              | 28 maart 2019          |
| 3.  | Die Liste               | 4 april 2019           |
| 4.  | Die Wächter von Engonia | 25 april 2019          |
| 5.  | Schuld                  | 16 mei 2019            |
| 6.  | Der Klient              | 23 mei 2019            |
| 7.  | Die besten letzten Tage | 6 juni 2019            |

## Seizoen 46
| Nr. | Titel aflevering      | Uitzenddatum Duitsland |
| --- | --------------------- | ---------------------- |
| 1.  | Happy Birthday        | 12 september 2019      |
| 2.  | Außer Atem            | 19 september 2019      |
| 3.  | Zoe                   | 26 september 2019      |
| 4.  | Verhängnisvolle Nacht | 3 oktober 2019         |
| 5.  | Der Sani              | 10 oktober 2019        |
| 6.  | Auf Bewährung         | 17 oktober 2019        |
| 7.  | Dienstschluss         | 31 oktober 2019        |
| 8.  | Brautalarm            | 31 oktober 2019        |
| 9.  | Vermächtnis (1)       | 14 november 2019       |
| 10. | Vermächtnis (2)       | 14 november 2017       |

## Seizoen 47
| Hoofdrol                     | Acteur / actrice |
| Semir Gerkhan                | Erdogan Atalay   |
| Vicky Reisinger              | Pia Stutzenstein |
| Hoofdinspecteur Roman Kramer | Patrick Kalupa   |
| Max Tauber                   | Nicolas Wolf     |
| ---------------------------- | ---------------- |

| Nr. | Titel aflevering   | Uitzenddatum Duitsland |
| 1.  | Der neue           | 20 augustus 2020       |
| 2.  | Die ganze wahrheit | 20 augustus 2020       |
| 3.  | Schöne neue Welt   | 27 augustus 2020       |
| 4.  | Kollision          | 10 september 2020      |
| 5.  | Abgründe           | 17 september 2020      |
| 6.  | Ein langer weg     | 24 september 2020      |
| --- | ------------------ | ---------------------- |

## Seizoen 48
| Hoofdrol                     | Acteur / actrice |
| Semir Gerkhan                | Erdogan Atalay   |
| Vicky Reisinger              | Pia Stutzenstein |
| Hoofdinspecteur Roman Kramer | Patrick Kalupa   |
| Max Tauber                   | Nicolas Wolf     |
| ---------------------------- | ---------------- |

| Nr. | Titel aflevering   | Uitzenddatum Duitsland |
| 1.  | Stiller schmerz    | 29 juli 2021           |
| 2.  | Erbarmungslos      | 29 juli 2021           |
| 3.  | Abflug             | 29 juli 2021           |
| 4.  | Identität          | 05 augustus 2021       |
| 5.  | Völlig schmerzfrei | 05 augustus 2021       |
| 6.  | Innerer feind      | 05 augustus 2021       |
| 7.  | Das team (1)       | 12 augustus 2021       |
| 8.  | Das team (2)       | 12 augustus 2021       |
| --- | ------------------ | ---------------------- |

## Seizoen 49
| Nr. | Titel aflevering | Uitzenddatum Duitsland |
| 1.  | Unversöhnlich    | 10 januari 2023        |
| 2.  | Machtlos         | 17 januari 2023        |
| 3.  | Schutzlos        | 24 januari 2023        |
| --- | ---------------- | ---------------------- |

## Specials
| Nr | Titel aflevering | Uitzenddatum Duitsland |
| -- | --- | ---------------------- |
| 1  | Alarm für Cobra 11 – Spezial: Die RTL-Stunt-Show | 7 mei 1996             |
| 2  | Making of „Alarm für Cobra 11 – Die Autobahnpolizei“: Bericht von den Dreharbeiten                                                                            | 9 maart 1997           |
| 3  | Best of „Alarm für Cobra 11“ – Szenen der Actionserie | 29 maart 1997          |
| 4  | The Best of Stunts | 28 september 1997      |
| 5  | The Making of „Alarm für Cobra 11 – Die Autobahnpolizei“: Berichte, Interviews und Hintergrundinformationen zur Produktion der spektakulären RTL-Action-Serie | 8 maart 1998           |
| 6  | Alarm für Cobra 11 – Superspecial: Mark Keller und Erdogan Atalay präsentieren die wildesten Polizeijagden der Welt                                           | 28 mei 1998            |
| 7  | 20 Jahre „Alarm für Cobra 11“ | 12 maart 2016          |
| 8  | "Most Wanted" - Making-of“ | 13 september 2018      |